# Le Massif
Le Massif è una stazione sciistica canadese, situata nel territorio di Petite-Rivière-Saint-François, 70 chilometri a nord di Québec. La stazione ha un'altitudine massima di 806 metri, con un dislivello di 770 metri. Sono presenti 25 piste da sci servita da 6 impianti di risalita. L'innevamento naturale è mediamente di 645 centimetri.